# Кнуров
Кнуров или Кну̀рув (на полски: Knurów; на немски: Knurow; на латински: Cnurowicz) е град в Южна Полша, Силезко войводство, Гливишки окръг. Административно е обособен като самостоятелна градска община с площ 33,95 км2.

## Население
Според данни от полската Централна статистическа служба, към 1 януари 2014 г. населението на града възлиза на 39 090 души. Гъстотата е 1 151 души/км2.